# Сила трёх
«Сила трёх» (англ. The Power of Three) — четвёртая серия седьмого сезона британского сериала «Доктор Кто». Премьера серии состоялась 22 сентября 2012 года на каналах BBC One и BBC One HD. Сценарий к эпизоду написан Крисом Чибнеллом, режиссёр серии — Дуглас Макиннон.
По сюжету инопланетный путешественник в пространстве и времени по имени Доктор (Мэтт Смит) решает погостить у своих спутников, Эми и Рори, после того, как за одну ночь на Земле появились миллионы странных чёрных кубов.
Так как в следующем эпизоде Эми и Рори должны покинуть Доктора, эпизод «Сила трёх» сосредоточен именно на них, на влиянии Доктора на их жизни. Сюжет был навеян пьесой «Человек, который пришёл к обеду» и происшествием с контейнеровозом MSC Napoli. Также в эпизоде вернулись солдаты организации UNIT и появилась Кейт Стюарт, дочь бригадира Летбридж-Стюарта и новый научный советник организации. Кроме того, в «Силе трёх» имеется камео барона Шугара и профессора Брайана Кокса. Несмотря на то что серия была показана раньше, чем «Ангелы захватывают Манхэттен», её съёмки завершились намного позже и, как следствие, эпизод стал последним для Карен Гиллан и Артура Дарвилла.
Всего «Силу трёх» посмотрело 7,67 миллионов британцев. Критики встретили эпизод относительно тепло, отметив эмоциональный посыл и хороший юмор, но при этом многие остались недовольны построением сюжета.

## Предыстория
Доктор — путешественник в пространстве и времени. Выглядит как человек, но относится к расе Повелителей времени с планеты Галлифрей. Представители его расы обладают способностью регенерировать (перерождаться) по мере попадания в смертельные ситуации, в результате чего у них полностью меняется внешность и частично — характер. Доктор — последний Повелитель Времени. Лишённый своего дома, он спасает другие миры, в том числе и человечество.
В качестве способа передвижения Доктор использует ТАРДИС (англ. TARDIS — Time And Relative Dimension(s) In Space) — живую машину времени (и одновременно космический корабль), выглядящую как английская синяя полицейская будка 1960-х годов, но вмещающую в себя гораздо больше, чем кажется («она больше внутри, чем снаружи»). В качестве подручного инструмента для осуществления мелких операций с предметами (запирание-отпирание замков, починка приборов, сканирование чего-либо и т. п.) Доктор использует звуковую отвёртку. Кроме того, он обладает нечеловеческим интеллектом.
Начиная с пятого сезона телесериала (2010) Доктор, вернее, его одиннадцатая инкарнация, путешествует со своей новой спутницей по имени Амелия Понд, появившейся в открывающей пятый сезон серии «Одиннадцатый час». Также с ними путешествует (в пятом сезоне время от времени, начиная с шестого — постоянно) жених (а впоследствии муж) Эми, Рори Уильямс, который стал одним из немногих спутников мужского пола.

## Сюжет

### Синопсис
Эми и Рори пытаются привыкнуть к тому, что они больше не путешествуют с Доктором. Однажды ночью во всём мире появились загадочные чёрные кубы, которые, кажется, просто ничего не делают, но при этом их невозможно разрушить. На следующий день появляется Доктор, которого заинтересовали эти маленькие кубики, а следом за ним появляются бойцы организации UNIT во главе с Кейт Стюарт, научным советником организации и дочерью бригадира Летбридж-Стюарта. Кейт объясняет, что никто понятия не имеет о назначении кубов, поэтому им нужна помощь Доктора. Доктор принимает предложение, но после того, как прошло несколько дней без изменений в поведении кубов, он готов лезть на стену от скуки. Устав ждать, Повелитель Времени передаёт обязанности по наблюдению за инопланетными предметами отцу Рори, Брайану, а сам улетает на ТАРДИС.
Следующий год Эми и Рори живут нормальной жизнью: Эми успевает побыть подружкой невесты на свадьбе у подруги, а Рори нанимается в больницу на полную ставку. В годовщину их свадьбы вновь появляется Доктор и забирает своих спутников в путешествие длиной в семь недель, хотя формально они отсутствовали на вечеринке всего несколько минут. Брайан всё понимает и тайком спрашивает у Доктора, что случилось с теми, кто путешествовал с ним до Эми и Рори, на что Повелитель Времени отвечает: «Некоторые оставили меня, некоторых оставил я, а некоторые — немногие, но тем не менее — они погибли» — и обещает, что Эми и Рори не пострадают. Человечество постепенно забывает о дне прибытия кубов, геометрические «вторженцы» становятся украшениями. предметами обихода, подставками и т. п. Однажды в больнице, где работает Рори, неизвестная девушка использует куб, чтобы управлять санитарами, захватывающими некоторых пациентов.
Спустя ровно год после своего прибытия кубы неожиданно активируются — куб Брайана начал подпрыгивать, куб Эми — проткнул ей ладонь иголками и измерил пульс, на кубе Рори открывается и закрывается одна из граней, а куб Доктора — парит, стреляет лучевым оружием и скачивает информацию из сети. Также Рори поступает вызов в больницу, так как много раненных кубами людей обратились туда за помощью. Брайан отправляется с ним, чтобы помочь. Между тем Доктора и Эми вызывают в Лондонский Тауэр, под которым располагается основная база UNIT, и они выясняют, что каждый куб ведёт себя индивидуально, защищаясь или получая информацию из окружения. Однако позже на всех кубах появляется цифра 7 и начинается поминутный обратный отсчёт — Доктор понимает, что кубы всё же являются частью вторжения. Тем временем в больнице Брайана хватают санитары, а Рори, преследуя их, находит в лифте портал на корабль на орбите Земли.
Доктор, Эми и UNIT дожидаются конца обратного отчёта и видят, как все кубы открываются. Первоначально кажется, что внутри них ничего нет, но после со всего мира начинают приходить отчёты о внезапных сердечных приступах. У Доктора тоже случился такой приступ — у него прекращает работать одно из сердец — и он понимает, что кубы, открывшись, отсылают электрический сигнал в того, кто находится ближе всех, и останавливают ему сердце. Отследив сигнал, поступающий на кубы, Кейт и UNIT определяют не только несколько источников сигнала, но и ближайший из них — больницу Рори. Эми и ослабевший Доктор отправляются туда. Когда они добрались, Эми использует дефибриллятор, чтобы запустить Повелителю Времени его неработающее сердце. После они оба находят девушку, управляющую санитарами, обезвреживают её и находят портал в лифте.
На борту корабля Эми спасает Брайана и Рори, а Доктор добирается до компьютера и находит там голограмму Шакри, представителя расы из легенд Галлифрея. Голограмма объясняет ему, что их цель — уничтожить человечество до того, как оно отправится в космос и заселит чужие миры. В связи с этим Шакри готовят вторую волну кубов, так как первая убила только треть населения. Однако Доктор рушит планы пришельцев, изменив настройки новых кубов так, чтобы они перезапустили сердца умерших от первой волны людей. После все покидают корабль, так как обратная связь от кубов вот-вот разрушит корабль. Мир возвращается к обычной жизни, а Доктор готовится к отъезду. Брайан уговаривает Эми и Рори отправиться с ним, так как это возможность, которую нельзя упускать. Повелитель Времени и его спутники прощаются с отцом Рори и улетают на ТАРДИС.

### Связь с другими сериями
- В разговоре с Брайаном Доктор говорит, что некоторые его спутники погибли — это отсылка к Саре Кингдом, Катарине[англ.] и Адрику[5].
- В одной из сцен Доктор, Эми и Рори едят рыбные палочки с заварным кремом, что является отсылкой к серии «Одиннадцатый час»[6][7].
- На годовщину свадьбы Эми и Рори Доктор отвозит их в только открывшийся отель Савой, под которым, как оказалось, скрывался корабль зайгонов. Зайгоны — главные антагонисты серии о приключениях Четвёртого Доктора «Террор зайгонов» и спецвыпуска к 50-летию сериала «День Доктора»[8].
- В качестве основной базы UNIT использует Лондонский Тауэр. Кроме «Силы трёх» об этом сообщалось в эпизодах «Рождественское вторжение»[9] и «План сонтаранцев»[10].
- Доктор упоминает, что у него была металлическая собака, которая умела парить — это отсылка к К-9, робособаке Четвёртого Доктора.

## Производство

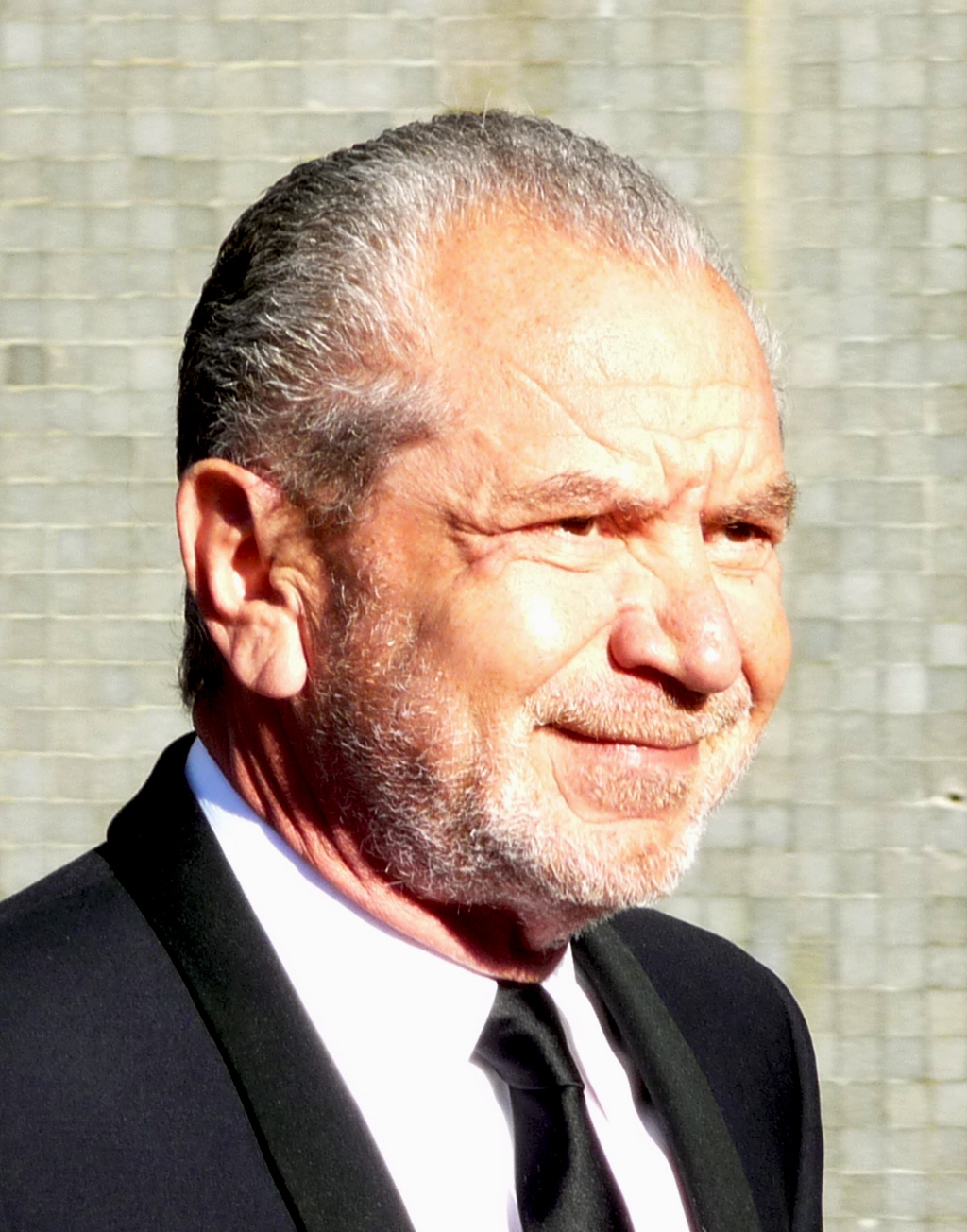
В эпизоде состоялось камео барона Шугара как ведущего шоу The Apprentice

Рабочим названием данного эпизода было «Возведение в куб», но позже было решено, что он будет называться «Сила трёх». Сценарий к серии написал Крис Чибнелл, который ранее работал над несколькими эпизодами «Доктора Кто» («42», «Голодная Земля»/«Холодная кровь») и его спин-оффа, сериала «Торчвуд». Кроме того, предыдущей работой сценариста являются «Динозавры на космическом корабле», так же, как и «Сила трёх», являющиеся частью первой половины седьмого сезона. Чибнелл описал свой сценарий как «одну большую превосходную историю вторжения на Землю», рассказанную с точки зрения Эми и Рори, историю о влиянии Доктора на их жизни. Также он упомянул, что на брифинге с Моффатом тот сказал: «Жить с Доктором — это всё равно что стать персонажем „Человека, который пришёл к обеду“ в стиле „Доктора Кто“». Чибнелл решил использовать эту идею, также вдохновившись происшествием с контейнеровозом MSC Napoli. Кроме того, исполнитель роли Доктора, Мэтт Смит, попросил добавить сцену, где бы он выразил личное отвращение к социальной сети Twitter — в прошлом актёр принял решение не иметь дело с социальными сетями.

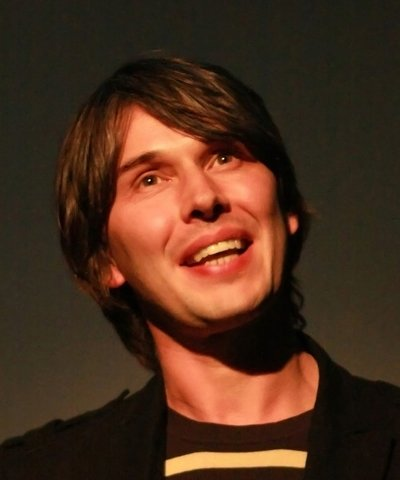
Физик Брайан Кокс имел краткосрочное появление в «Силе трёх». В серии он высказывает теорию по поводу происхождения кубов

По решению сценариста в эпизоде вернулись бойцы организации UNIT — впервые эта организация появилась в эпизоде 1968 года «Вторжение», и впоследствии её персонал регулярно сотрудничал с Третьим Доктором (в исполнении Джона Пертви). В серии раскрывается, что теперь UNIT находится под управлением Кейт Стюарт — дочери бригадира Летбридж-Стюарта, которая ранее появлялась в фильмах-ответвлениях формата direct-to-video (Downtime и Dæmos Rising), в обоих в роли Кейт Стюарт снялась актриса Беверли Крессман. Сам бригадир на момент событий уже умер, о чём упоминалось в «Свадьбе Ривер Сонг» — это упоминание было добавлено в сценарий финала шестого сезона после того, как в начале 2011 года скончался Николас Кортни, исполнявший роль Летбридж-Стюарта. Мэтту Смиту понравилось работать с Джеммой Редгрейв, он описал её как «изящную, забавную, очаровательную и абсолютно восхитительную».
Съёмки начались 27 апреля 2012 года в Roath Lock, Кардифф. «Сила трёх» — единственный эпизод третьего производственного блока и единственный с участием Карен Гиллан и Артура Дарвилла, в связи с чем серия стала последней для актёров. После того как была снята последняя сцена, в которой Понды прощаются с Брайаном и входят в ТАРДИС, Смит, Гиллан и Дарвилл обнялись и разрыдались. Впоследствии некоторые сцены с участием Эми и Рори были пересняты в июне и июле 2012 года. По словам продюсера Маркуса Уилсона, для эпизода была сделана «сотня» макетов чёрных кубиков и «ещё больше» было создано на компьютере. Съёмки возле Лондонского Тауэра вызвали некоторые сложности из-за подготовки к Летним Олимпийским играм в Лондоне. Позднее было решено снять эти сцены в студии и объединить с другим видео, чтобы создать иллюзию местонахождения Эми и Доктора около Тауэра. В «Силе трёх» также состоялось камео Брайана Кокса и барона Шугара — оба являются давними поклонниками шоу. Появление Шугара, по сути, представляло собой специально записанный фрагмент его программы, Apprentis, в котором роль уволенного сотрудника сыграл режиссёр эпизода, Дуглас Макиннон.

## Показ
Премьера «Силы трёх» состоялась 22 сентября 2012 года на британских каналах BBC One и BBC One HD. Рейтинги вечера показали, что в прямом эфире эпизод посмотрело 5,49 миллионов британцев. После подсчёта общего рейтинга данная цифра возросла до 7,67 миллионов зрителей — это поставило серию на 13 место среди показов по британскому телевидению того дня и 5 место — по каналу BBC One. На онлайн-сервисе BBC iPlayer «Сила трёх» набрала 1,3 миллионов просмотров, уступив первенство своим трём предшественникам — «Изолятору далеков», «Динозаврам на космическом корабле» и «Городу под названием Милосердие». Индекс оценки составил 87 баллов из 100 («отлично»).

### Критика и отзывы
«Сила трёх» получила преимущественно положительные отзывы. Дэн Мартин, рецензент The Guardian, заявил, что «чертовски полюбил каждый момент» эпизода, назвав его «ностальгией по лучшим качествам серий эры Расселла Ти Дейвиса». В то же время он отметил, что в эпизоде «имеются многие недостатки серий [Дейвиса] — финал был настолько слабым, что даже волшебная кнопка не могла объяснить это — но „Сила трёх“, во всех смыслах, великолепна». Ниэла Дебнат, пишущая для The Independent, похвалила всё, что связано с нормальной жизнью Пондов, самих Эми и Рори, а также появление Кейт Стюарт и её связь с бригадиром Летбридж-Стюартом.
Патрик Малкерн из Radio Times описал серию как «красиво снятый ТВ-эпизод» и положительно встретил появление Кейт Стюарт, назвав её «замечательным дополнением». Однако в то же время рецензент признался, что «не всегда понимал мотивы поступков Доктора». Кит Фиппс, критик The A.V. Club, поставил «Силе трёх» оценку B+. Несмотря на то что он назвал сюжет «довольно стандартным» и «несколько предсказуемым», он признал, что идея с кубами и «медленным вторжением» была «реализована со знанием дела». Мэтт Ризли, IGN, оценил эпизод в 8 баллов из 10, прокомментировав оценку тем, что первые три четверти серии были «просто блестящими» из-за обилия эмоций и хорошего юмора. Однако он резко раскритиковал «решения, принятые второпях», и тот факт, что так и не были раскрыты причины, по которым пришельцы находились в больнице. Морган Джеффри, рецензент из Digital Spy, дал серии четыре из пяти звёзд, назвав её «эмоциональной, смешной и содержательной серией „Доктора Кто“», несмотря на разочаровывающий сюжет.
По мнению Рассела Льюина из SFX, эпизод достоин трёх с половиной звёзд и может считаться лучшей работой Криса Чибнелла для «Доктора Кто». Хотя он отметил, что «финал всегда подводит… Как здесь», критик признал «наличие некоторых отличных моментов», таких как появление UNIT и хороший юмор. Гэвин Фуллер, The Daily Telegraph, поставил «Силе трёх» самую низкую оценку из всех — всего две с половиной звезды. Сам эпизод критик назвал «водой», выводящей на события следующего эпизода, его первые двадцать минут — «переполненными», «массивными, но недостаточно»; он также обратил внимание, что объяснений происшествиям в больнице так и не поступило. Тем не менее он похвалил моменты общения Повелителя Времени и его спутников и признался, что, несмотря на банальный и разочаровывающий финал, он наслаждался «обратным отсчётом и тайной кубов».

### Критика
- Dowell, Ben. Doctor Who tribute to Brigadier actor Nicholas Courtney. The Guardian (30 сентября 2011). Дата обращения: 23 сентября 2012. Архивировано 6 сентября 2013 года.
- Hogan, Michael. Karen Gillan 'in denial' about leaving Doctor Who. The Daily Telegraph (14 августа 2012). Дата обращения: 18 августа 2012. Архивировано 6 сентября 2013 года.
- Martin, Dan. Doctor Who: The Power of Three — series 33, episode four. The Guardian (22 сентября 2012). Дата обращения: 23 сентября 2012. Архивировано 6 сентября 2013 года.
- Debnath, Neela. Review of Doctor Who 'The Power of Three'. The Independent (22 сентября 2012). Дата обращения: 23 сентября 2012. Архивировано из оригинала 6 сентября 2013 года.